# Ли Сан Джун

Ли Сан Джун (кор. 이상준, англ.  Lee Sang Jun, родился ок. 1984 года в Сеуле) — южно-корейский шорт-трекист, двукратный призёр чемпионатов мира.

## Спортивная карьера
Ли Сан Джун участвовал в 1995 году на чемпионате мира среди юниоров в Калгари и сразу стал абсолютным чемпионом в общем зачёте. Он был вторым на 500 м и третьим на 1000 и 1500 м, а также поделил второе место в суперфинале с итальянцем Фабио Картой. На следующий год на юниорском чемпионате мира в Курмайоре Ли выиграл 1500 м с новым мировым юниорским рекордом 2:24,36, побив прошлогодний рекорд корейца Ли Сын Чана-2:25,53, следом выиграл суперфинал и стал двукратным чемпионом мира в общем зачёте.
В национальную сборную он попал в марте 1996 года, когда принял участие на чемпионате мира в Гааге, где выиграл бронзу в эстафете, и занял общее 14-е место в индивидуальной классификации, через несколько дней на командном чемпионате мира в Лейк-Плэсиде с командой выиграл серебряную медаль. В 1997 году из-за финансового кризиса в семье он бросил заниматься шорт-треком в пользу своей младшей сестры Ли Сан Хва, будущей Олимпийской чемпионки по конькобежному спорту. Ли пошёл учиться, а в будущем стал тренером по шорт-треку в корейской сборной.